# Un client ilustru
Un client ilustru (în engleză The Adventure of the Illustrious Client) este una dintre cele 56 povestiri scurte cu Sherlock Holmes ale lui Sir Arthur Conan Doyle și a șasea povestire din volumul Arhiva lui Sherlock Holmes.
Ea a fost publicată în revistele Collier’s Weekly din 8 noiembrie 1924 și Strand Magazine din februarie-martie 1925 (ilustrată de Howard Elcock), apoi în volumul "Arhiva lui Sherlock Holmes" (în engleză The Case-Book of Sherlock Holmes) editat în 1927 de John Murray din Anglia.

## Subiect

### Problemă inițială
Sir James Damery prezintă lui Holmes și lui Watson o problemă a unui client ilustru (identitatea clientului nu este dezvăluită niciodată cititorilor, deși Watson o află la finalul povestirii, când vede blazonul regal încrustat cu aur pe portiera trăsurii). Fiica bătrânului general de Merville, Violet, s-a îndrăgostit nebunește de baronul austriac Adelbert Gruner, pe care Damery și Holmes îl consideră a fi un criminal. Acesta a fost acuzat la Praga că și-a ucis ultima sa soție, fiind achitat numai în urma morții suspecte a martorului principal. Soția sa și-a găsit sfârșitul în Pasul Spluga.
Baronul i-a prezentat logodnicei sale Violet toate scandalurile din trecutul său, reușind să o convingă pe aceasta că este vorba doar de calomnii. Astfel, Violet nu a vrut să mai asculte și alte versiuni ale evenimentelor prin care a trecut baronul, iar nunta celor doi a fost programată în luna următoare. 
Holmes îl vizitează pe baronul Gruner pentru a-l determina să renunțe la căsătorie. Acesta se amuză văzându-l pe detectiv încercând "să joace o mână fără nici o carte în ea". El pretinde că a folosit sugestia post-hipnotică pentru a o influența pe Violet să respingă orice lucru rău spus despre persoana sa. În final, baronul povestește cazul detectivului francez Le Brun, care a rămas infirm pe viață după ce fusese atacat de niște necunoscuți ca urmare a faptului că se implicase cu o săptămână înainte în afacerile lui Gruner. 

### Rezolvare
Detectivul apelează la Shinwell Johnson, un fost pușcăriaș, care a devenit informatorul lui Holmes în lumea interlopă londoneză. Johnson o aduce cu el pe domnișoara Kitty Winter, care fusese ultima amantă a baronului, o femeie distrusă acum de viciu. Mânată de dorința de a se răzbuna și de a-l vedea pe baron jos, ea vrea să-l ajute pe Holmes. Kitty îi povestește detectivului că baronul are o carte legată în piele maro, cu o încuietoare și cu blazon pe copertă, pe care i-ar fi arătat-o într-o noapte în care băuse prea mult. În această carte, el descrie toate amănuntele legate de "femeile colectate" de el.  Cartea era păstrată în cabinetul de lucru al lui Gruner. Holmes își dă seama că această carte, scrisă de mâna baronului, este singurul lucru care ar putea-o determina pe Violet de Merville să-și schimbe părerea despre baron. 
Încercarea lui Holmes de a o preveni pe Violet, aducând-o pe Kitty cu el, eșuează. După cum era de așteptat, Violet refuză orice probă adusă împotriva baronului. Ca reacție, în următoarele zile, detectivul este atacat în amiaza mare de doi indivizi înarmați cu bastoane în Regent Street. Șocat, Watson merge la domiciliul detectivului din 221B Baker Street și descoperă că rănile lui Holmes au fost exagerate de ziare pentru a da impresia că acesta este scos din joc pentru o lungă perioadă de timp. 
După câteva zile, în ciuda faptului că în presă se spunea despre el că este pe moarte, Holmes s-a refăcut suficient pentru a coborî din pat. Știrea că baronul plănuiește o călătorie în SUA chiar înainte de nuntă îl determină pe detectiv să acționeze rapid. Holmes știe că Gruner își va lua cartea cu el și apelează la Watson căruia îi cere să studieze porțelanurile chinezești în următoarele 24 ore. 
În ziua următoare, bazându-se pe faptul că baronul este un colecționar pasionat de porțelanuri chinezești și că a scris și o carte pe acest subiect, Holmes îl trimite pe Watson la baronul Gruner. Prezentându-se ca "Dr. Hill Barton" și aducând cu el o farfurie din perioada dinastiei Ming (primită de la Damery), Watson pătrunde în casa baronului. Fiind descoperit ca ignorant în domeniul porțelanurilor, doctorul este salvat de un zgomot ce se aude din cabinetul de lucru al baronului. Gruner se repede în cabinet și-l vede pe Holmes cu capul bandajat, care sărea pe fereastră cu cartea compromițătoare în mână. El se îndreaptă spre fereastră, dar acolo apare Kitty Winter care îi aruncă vitriol pe față. Watson îi acordă baronului primul ajutor până la sosirea medicului, dar fața lui Gruner este complet desfigurată.
Cartea compromițătoare ajunge la Violet de Merville, care rupe logodna. Un anunț din The Morning Post afirmă că nunta baronului Adelbert Gruner cu Violet de Merville nu va mai avea loc. Holmes este anchetat pentru spargere, dar când clientul este suficient ilustru, rigida lege engleză devine suficient de elastică, iar detectivul nu va ajunge pe banca acuzaților.

## Personaje
- Sherlock Holmes
- doctorul Watson
- Sir James Damery - lord, este emisarul clientului ilustru
- Baronul Adelbert Gruner - baron austriac, criminal
- Violet de Merville - fiica generalului de Merville, logodnica baronului Gruner
- Shinwell Johnson - fost infractor, care acționează ca informator al lui Holmes în lumea interlopă din Londra
- Kitty Winter - fostă amantă a baronului, decăzută